# Neco Williams
Neco Shay Williams (* 13. April 2001 in Wrexham) ist ein walisischer Fußballspieler, der auf der Position des Rechtsverteidigers bei Nottingham Forest unter Vertrag steht. Seit 2020 spielt er zudem für die walisische Fußballnationalmannschaft.

## Karriere

### Verein
Williams trat im Alter von sechs Jahren der Jugendakademie des FC Liverpool bei und stieg in den Jugendrängen auf, wobei er den Verein auf U18-, U19- und U23-Ebene sowie in der UEFA Youth League vertrat. Er erlitt eine schwere Rückenverletzung, die ihn für den größten Teil der Saison 2017/18 ausschloss. Zwei Jahre später gewann er den FA Youth Cup mit Liverpool.
Williams gute Auftritte in den Jugendauswahlen wurde belohnt, als er am 30. Oktober 2019 sein Debüt für die A-Mannschaft gab und mit einem 5:4-Sieg nach Elfmeterschießen (5:5 in der regulären Spielzeit) gegen den FC Arsenal im EFL Cup in der Startelf stand. Er spielte eine herausragende Rolle im Spiel und gab in letzter Minute eine Vorlage für Divock Origis Tor zum 5:5-Ausgleich, welches das Elfmeterschießen ermöglichten, in dem Liverpool als Sieger hervorging. Im Dezember wurde er in den Kader von Liverpool aufgenommen, der die FIFA Klub-Weltmeisterschaft 2019 gewann, obwohl er in beiden Spielen des Vereins bei dem Wettbewerb nicht eingesetzt wurde. Sein Debüt in der Premier League erfolgte am 24. Juni 2020, kurz nachdem die Saison nach einer dreimonatigen Unterbrechung aufgrund der COVID-19-Pandemie wieder aufgenommen wurde, als er in der 74. Minute bei einem 4:0-Sieg gegen Crystal Palace eingewechselt wurde. Am Ende der Saison 2019/20 wurde er mit dem FC Liverpool Englischer Meister.
In der Winterpause der Saison 2021/22 wechselte Williams auf Leihbasis bis zum Saisonende zum FC Fulham.
Im Sommer 2022 wechselte er von Liverpool zum Erstligaaufsteiger Nottingham Forest.

### Nationalmannschaft
Er war Jugendnationalspieler von Wales. Da er englischer Abstammung ist, hätte er auch für die Nationalmannschaft Englands spielen können. Im September 2020 debütierte er für die walisische A-Nationalmannschaft. Für die Europameisterschaft 2021 wurde er in den walisischen Kader berufen und zog mit seinem Team ins Achtelfinale des Turniers ein. Dort scheiterten die Waliser mit 0:4 an Dänemark. Im Winter 2022 wurde Williams für den WM-Kader der walisischen Nationalmannschaft für die Fußball-Weltmeisterschaft 2022 nominiert und in allen drei Vorrundenspielen der WM eingesetzt. Mit nur einem Punkt schied Wales jedoch als Gruppenletzter bereits in der Gruppenphase aus.

## Erfolge
International
- Klub-Weltmeister: 2019

England
- Meister: 2020
- Zweitligameister und Aufstieg in die Premier League: 2022